# Монтафия
Монтафия (итал. Montafia) — коммуна в Италии, располагается в регионе Пьемонт, в провинции Асти.
Население составляет 977 человек (2008 г.), плотность населения составляет 67 чел./км². Занимает площадь 15 км². Почтовый индекс — 14014. Телефонный код — 0141.
Покровителем коммуны почитается святой Дионисий Парижский (San Dionigi di Parigi), празднование 9 октября. 

## Демография
Динамика населения:

## Администрация коммуны
- Официальный сайт: http://www.comune.montafia.asti.it/